# Nguyễn Tăng Cường
Nguyễn Tăng Cường hiện là Giám đốc xí nghiệp cơ khí Quang Trung và là người nổi tiếng được biết đến với danh hiệu "Vua thép" và "Vua cần cẩu". Ông cũng là doanh nhân được phong tặng danh hiệu Anh hùng lao động và nằm trong nhóm 100 doanh nhân đạt danh hiệu "Doanh nhân Việt Nam tiêu biểu 2006". Khởi nghiệp từ anh thợ sửa xe đạp, không được đào tạo bài bản nhưng hàng loạt ý tưởng táo bạo của ông đã trở thành hiện thực. Thậm chí nhiều sản phẩm do doanh nghiệp tư nhân Cơ khí Quang Trung sản xuất được cho là vượt quá tầm tưởng tượng của giới khoa học – cơ khí trong nước.

## Thông tin cá nhân
Ông Nguyễn Tăng Cường sinh ra tại phường Quang Trung, thị xã Ninh Bình nay là thành phố Ninh Bình, tỉnh Ninh Bình. Ông hiện sống và làm việc tại xí nghiệp cơ khí Quang Trung Số 494 phố Đoàn Kết, phường Ninh Phong, thành phố Ninh Bình, tỉnh Ninh Bình. 
Sau khi hoàn thành nghĩa vụ quân sự, ông khởi nghiệp bằng một cửa hàng sửa chữa xe đạp, xe máy. Năm 1989, Nguyễn Tăng Cường đã thành lập một tổ hợp sản xuất, sau khi thu về một ít vốn liếng, ông nâng cấp lên thành xưởng cơ khí và đã thành lập Xí nghiệp cơ khí Quang Trung vào năm 1991. Chỉ trong một thời gian ngắn, với hơn 300 sáng kiến cải tiến kỹ thuật, trong đó có khá nhiều sáng kiến đã giúp nâng tỷ lệ nội địa hóa thiết bị do Xí nghiệp Cơ khí Quang Trung chế tạo lên mức hơn 90%, giá thành chỉ bằng 40-50% so với sản phẩm của Tây Âu và bằng 60-70% so với sản phẩm của Trung Quốc. Ông chia sẻ:
| “ | Thời kỳ đầu, Xí nghiệp sản xuất ra cần cẩu bán không ai mua. Để mọi người tin, mua hàng của mình, tôi quyết định mạo hiểm bán chịu cần cẩu cho những ai có nhu cầu. Nhờ chất lượng tốt, giá rẻ, chế độ hậu mãi tốt, sản phẩm của Xí nghiệp đã chiếm được lòng tin của thị trường. Từ chỗ chuyên cung cấp phụ tùng như bi đạn, tấm lót và các sản phẩm cơ khí luyện kim cho các nhà máy xi măng, đến nay, Xí nghiệp cơ khí Quang Trung đã chế tạo được khoảng 50 chủng loại cẩu, bao gồm: cẩu trục, cổng trục, cẩu chân đế, cẩu tháp... Việc chế tạo thành công các thiết bị nâng hạ không chỉ mở ra hướng đi mới cho DN mà còn mở ra một trang mới cho ngành cơ khí VN, tiết kiệm được nguồn ngoại tệ lớn cho đất nước do không còn phải nhập khẩu. Đặc biệt, thành công của việc chế tạo vành mâm xoay cho các cần cẩu chân đế khiến giới khoa học ngỡ ngàng! | ” |

## Thành tích
- Anh hùng Lao động thời kỳ đổi mới;
- Huân chương Lao động hạng Nhất, Nhì, Ba;
- Giải thưởng Sao vàng Đất Việt;
- Giải thưởng Hồ Chí Minh về KH–CN trong năm 2011[6]
- Quả Cầu vàng;
- Giải thưởng Bạch Thái Bưởi;
- Giải thưởng sáng tạo khoa học công nghệ.
- Giải Cicotech và hàng trăm các bằng khen của các bộ ngành, Trung ương và địa phương.
- Năm 2010, ông được Thủ tướng Chính phủ phong tặng danh hiệu Chiến sĩ thi đua toàn quốc.[7]
- Giải thưởng Hồ Chí Minh cho cụm công trình "ứng dụng 5 giải pháp KHCN chế tạo các loại thiết bị nâng hạ tại VN", 2012.[5]

## Xí nghiệp cơ khí Quang Trung
Với những kiến thức tích lũy được từ việc đúc chiếc xilanh cộng với niếm đam mê cơ khí, Nguyễn Tăng Cường chuyển sang đúc công nghiệp và thành lập doanh nghiệp cơ khí Quang Trung. Đây là doanh nghiệp tư nhân đầu tiên của tỉnh Ninh Bình. Nguyễn Tăng Cường quyết định đi sâu vào lĩnh vực, mà đối với ngành cơ khí trong nước thời đó vẫn còn lạ.
Khi thành lập Ban đầu doanh nghiệp cơ khí Quang Trung chỉ hơn chục người, máy móc chủ yếu là hàng thanh lý nên việc cho ra lò những sản phẩm thép đặc chủng chịu mòn, chịu nhiệt. Sau nhiều thất bại, cuối cùng xí nghiệp cũng thành công với việc đưa ra sản phẩm thanh ghi cho Nhà máy ximăng Bỉm Sơn.... Dần dần, Xí nghiệp cơ khí Quang Trung khẳng định thương hiệu và tiếp tục cung cấp cho ngành ximăng nhiều sản phẩm thép như tấm nghiền, tấm lót, xích chịu nhiệt…
Thành công bất ngờ cho giới khoa học cơ khí Việt Nam là khi Nguyễn Tăng Cường tuyên bố: sản xuất mâm xoay cần cẩu.
Năm 2010, Xí nghiệp cơ khí Quang trung đã trở thành một trong những doanh nghiệp tư nhân lớn với gần 1.500 cán bộ công nhân. Trong đó 26% là trình độ đại học và kỹ sư; 36% là công nhân bậc cao; còn lại là thợ từ bậc 3/7 trở lên và lao động phổ thông. Hằng năm, Xí nghiệp cung cấp hàng nghìn tấn thiết bị và hàng trăm chiếc cẩu các loại cho các ngành công nghiệp trong cả nước như Tập đoàn công nghiệp tàu thủy Việt Nam, Tổng công ty Ximăng, Tập đoàn Điện lực Việt Nam, Tập đoàn Hóa chất Việt Nam,…